# 北斗の拳 (テレビアニメ)
『北斗の拳』（ほくとのけん）は、原作：武論尊、作画：原哲夫による漫画作品『北斗の拳』を原作としたテレビアニメシリーズ。

## 作品解説
北斗の拳
放映期間：1984年10月11日 - 1987年3月5日。野球中継が雨天中止になった場合は、1週間繰り上げて10月4日からの放送が予定されていた。第23話からオープニング（OP）でタイトルの前に「世紀末救世主伝説」と表示されるようになったことから、世紀末救世主伝説 北斗の拳（せいきまつきゅうせいしゅでんせつ ほくとのけん）と呼称されることもある。全109話。
北斗の拳2
放映期間：1987年3月12日 - 1988年2月18日。全43話。
『週刊少年ジャンプ』連載の漫画『北斗の拳』を原作として、1984年より東映動画（現：東映アニメーション）により製作、フジテレビで放映されたテレビアニメ作品。いずれも毎週木曜19:00 - 19:30（キー局のフジテレビおよび同時ネット局の場合、当時はローカルセールス枠）より放送された。
『北斗の拳』（以下、無印）はラオウとの決着まで（原作漫画準拠に於ける第一部：第1語 - 第136語）を全4部に構成したものであり、便宜上からシンとの対決までを「第1部」（サザンクロス編）、レイの登場から最期までを「第2部 風雲龍虎編」、サウザーの登場からトキの最期までを「第3部 乱世覇道編」、そしてラオウとの決着までを描いた第4部を「最終章」と銘打たれている。『北斗の拳2』（以下、2）はその後の修羅の国編が主な内容で、ラオウの実兄・カイオウとの決着（原作漫画準拠に於ける第二部：第137語 - 第210語）までが描かれた。
アニメ化にあたっては原作の矛盾点などを修正したり、一部オリジナルストーリーも加えるなどの改変が行われている。特に、原作では殺されたり死んでしまう子供がアニメ版では生存する改変が散見されるほか、第1部ではシンとの決着までの過程が原作よりも長くなっており、原作ではシン戦後に戦ったGOLANやジャッカル一味はシンの配下となり、サザンクロスへ向かう途中に戦うことになった。

### 表現の変更
放送元のフジテレビでは残虐な描写のある原作に対して拒否感が強く、放送コードへの配慮から東映動画は制作上、描写をやわらげる必要に迫られた。人体破裂や切断などの過激な暴力・流血描写に関してはシルエット処理や透過光、画面の反転などの演出で残虐性をほぼ抑え、敵をゾウのように大きく描くなど原作に見られた誇張表現をより多用し、リアリティを消した。そのほか、悪党やケンシロウの攻撃的な台詞回しは一部カットするか別のものに変更するなど、ゴールデンタイム帯でのテレビ放映への配慮も払われた。
その結果、懸念された番組への視聴者からのクレームは、東映動画の担当プロデューサー・高見義雄によれば無かったという。当時の『週刊少年ジャンプ』編集長の西村繁男も、残酷描写に関するクレームは編集部にはなく、アニメの方へも特になかったはずと証言している。担当編集者の堀江信彦もほぼ同様に証言している。ただし、直接のクレームこそなかったものの日本PTA全国協議会が1986年にまとめた第1回「好ましくない番組ワースト10」では、第7位に選ばれている。

### ナレーション・次回予告など
テレビアニメ版の名物として、千葉繁による次回予告のナレーションが知られている。物語上、区切りとなる話の予告は回が進むにつれて読み上げるテンションが段々と上がっていったが、千葉は「（これ以上続けると）体が持たない」「頭の血管が切れるのではないか」と思い、『2』第4話からはテンションを落とし、拍子木の音をバックに歌舞伎や活動弁士のような口調で予告を読み上げていた。しかし、視聴者から「なぜやめるんだ」と苦情が殺到したため、第20話から最終話まで高いテンションでのナレーションを押し通したというエピソードがある。それ以前、無印の予告のBGMはオープニングテーマのイントロフレーズの一部分だったが、『2』第20話以降の予告では以前のスタイルに戻り、オープニングテーマ「TOUGH BOY」のイントロが使われていた。
各回の冒頭で表示されるサブタイトルの読み上げと次回予告の締めくくりはケンシロウ役の神谷明が行っている。ただし、無印第2部終了となる第57話など、一部の回ではサブタイトルの読み上げがない回もある。次回予告の締めの台詞は主に第1部で「お前はもう死んでいる」、第4部で「北斗の掟は俺が守る」が多用され、回によってはその時の場面に見合った台詞になる場合もある。『2』では神谷による締めくくりがなかったが、最終話の予告においてのみ「北斗神拳は不滅なり」と締めくくっている。
- 使用回数別ベスト3では（無印）全109話中（括弧内の話は全て予告回）、
  - 第1位『北斗の掟は俺が守る』38回、第2部（第44話 - 第49話）・第3部（第71話 - 第73話、第75話・第76話）・第4部（第108話を除く全編）
  - 第2位『お前はもう死んでいる』20回、第1部（第5話・第15話・第22話を除く全編）・第2部（第24話・第25話）
  - 第3位『乱世の怒りが俺を呼ぶ』14回、第3部（第59話 - 第70話・第74話・第77話）

となっている。

### アイキャッチ
中間のCMへ入る際、無印ではケンシロウが「ほあたー」と叫び、飛び蹴りを放つシーンで画面が静止してバックが変わり、画面下（ケンシロウの足下）にタイトルロゴが出る。バックの色は第14話までは「青色」、第15話以降は「赤色」となっている。この飛び蹴りのシーンでは肩当てが左肩、バンデージが右腕と左右が逆になっているが、これは初代OPの同一シーンの流用であり、初代OPでは肩当て・バンデージともに本来の位置で描かれていることと、ケンシロウの向きがアイキャッチとは逆になっている。『2』では第3話以降でケンシロウが上半身の服を破り捨てるシーン（OPの同シーンを一部流用）となっている。また、『2』では第4話以降後半パート突入時にもアイキャッチが導入され、ケンシロウを先頭に後方にバットとリンがいるシーンとなり、右下から「北斗の拳2」のロゴが現れ、左下へ移動する。なお、『2』の第2話以前にはアイキャッチが導入されていなかった。

### オリジナル要素
主に第1部において、原作では10週で終了するシンとの決戦を遅らせ、アニメでは第22話で対決する。原作では後で登場する敵の一部をKINGの配下とし、また多様なオリジナルの敵やストーリーを盛り込んだ。中には南斗人間砲弾（第19話）や南斗列車砲（第20話）など原作の世界観から逸脱した設定も見受けられる。
初期にオリジナル脚本を手がけた上原正三によれば、その頃、出版社・テレビ局・原作者から漫画通りの内容にするよう言われるようになっていたが、上原はそれに抵抗して原作にない話を書いた。しかしそのことが討議などになることはなく、流血表現についても工夫が必要だと提言したが反応がなかったことから、自ら降りたことを述べている。なお上原の担当回は1、2話と9、10話の4回。
第2部以降は原作の世界観から逸脱したオリジナル要素は減り、原作とほぼ同じ順序での展開となった。

## 声の出演
- ケンシロウ - 神谷明（タイトルコールも兼任）
- バット - 鈴木三枝 / 鈴木みえ → 難波圭一（『2』）
- リン - 鈴木富子 → 冨永みーな（『2』）

- ラオウ - 内海賢二
- トキ、アミバ - 土師孝也
- ジャギ - 戸谷公次
- シン - 古川登志夫
- レイ - 塩沢兼人
- ユダ - 島田敏
- サウザー - 銀河万丈
- シュウ - 森功至

- ユリア - 山本百合子
- マミヤ - 藤田淑子
- ヒューイ - 曽我部和恭
- シュレン - 若本紀昭
- フドウ - 飯塚昭三
- ジュウザ - 安原義人
- リハク - 青野武
- リュウガ - 堀秀行

『北斗の拳2』からの登場人物
- ファルコ - 田中秀幸
- 天帝ルイ - 鷹森淑乃
- アイン - 山口健
- 赤鯱 - 郷里大輔
- シャチ - 鈴置洋孝

- レイア - 勝生真沙子
- ジュウケイ - 宮内幸平
- カイオウ - 内海賢二
- ヒョウ - 小川真司
- ハン - 戸谷公次

- ナレーター - 銀河万丈（『第一部』OP、『2』第1話劇中）、千葉繁（『第二部』-『第四部』OPほか）

千葉はナレーションや次回予告のほか、レギュラーとして毎回誰かに殺される悪党のザコ役、その他村人などの一般人のみならず、『無印』ではアニメオリジナルキャラクターであるKINGの幹部・ジョーカーやユダの部下・コマク、『2』ではジャコウ、黒夜叉などの声も担当した。

## スタッフ
- 企画 - 岡正（『2』第13話まで）、中尾嘉伸（フジテレビ）
- 原作 - 武論尊、原哲夫（集英社「週刊少年ジャンプ」）
- 音楽 - 青木望
- 草笛演奏 - 大野晄[注 7]
- サウンドプロデュース - うじきつよし（『2』）
- 製作担当 - 菅原吉郎
- キャラクターデザイン - 須田正己
- 美術デザイン - 中村光毅（『無印』）→ 坂本信人（ビックスタジオ、『2』）
- シリーズディレクター - 芦田豊雄[注 8]
- プロデューサー - 高見義雄（東映動画）
- 編集 - 花井正明（タバック）
- 録音 - 今関種吉（タバック）
- 音響効果 - 伊藤道広（E&M）
- 選曲 - 田中英行（タバック → オーディオ・タナカ）
- オーディオディレクター - 福永莞爾（タバック → 独立）
- 現像 - 東映化学
- 制作 - フジテレビ、東映

なお、『無印』において制作クレジットは第1話を除き、第2話 - 第68話まで「東映（上）・フジテレビ（下）」のクレジットであった。第69話からはフジテレビのロゴが、現在も使用されている目玉マークとフジサンケイグループ統一書体の組み合わせに変更されているものの、これ以後は他作品や第1話と同様「フジテレビ（上）・東映（下）」のクレジットに戻っている。後年、他系列局にて再放送が行われた際は、制作クレジットを東映単独名義のブルーバック映像に差し替えていた事例がある。

## 主題歌・挿入歌

### 主題歌
『2』の最終回では歴代の主題歌が挿入歌として全て流れ、エンドロールは「ユリア…永遠に」がフルコーラスで使われた。
北斗の拳
オープニングテーマ
「愛をとりもどせ!!」（第1話 - 第82話〈第1部 - 第3部〉）
作詞 - 中村公晴 / 作曲 - 山下三智夫 / 編曲 - 山下三智夫、飛沢宏元 / 歌 - クリスタルキング
核爆発のシーンから始まり、崩壊した世界を映し銀河万丈のナレーションで世界観を説明した後に「北斗の拳」のタイトルロゴ、という流れで始まる。また、シンがオーラを放って歩くカットがあり、第1部のボスという位置づけを演出していた。途中で悪党をケンシロウが倒すシーンやリンやバットのカットが入り、ラストは冒頭で地の底から現れた巨人（原作やアニメ本編に登場しない）に、ケンシロウが一人立ち向かい飛び蹴りを放つところで止め絵となっている。
第2部「風雲竜虎編」が始まる第23話以降は冒頭のシーンが北斗道場となり、千葉繁のナレーションで北斗神拳について語られたあとで黒一色のバックに白字で「世紀末救世主伝説」（ルビ入り）の文字が入り、タイトルロゴという流れに変更された。また、登場するキャラクターもレイ、ジャギ、トキ、そしてシルエットであるが愛馬の黒王に乗るラオウが追加され、それに伴いアニメーションが一部変更された。これによりシンの登場シーンは冒頭の1シーンのみとなった。
「SILENT SURVIVOR」（第83話 - 第109話〈第4部〉）
作詞・作曲・編曲 - うじきつよし / 歌 - KODOMO BAND
第4部よりオープニングとエンディングの歌詞の表記が手書きからゴシック体に変更され、オープニングはスタッフロールもゴシック体である。『2』最終話までこのパターンになる。
アニメのオープニングで表示される曲名は、"SILENT SURVIOR"（もしくは"SILENT SURVIVE"）となっている。
冒頭で千葉のナレーションが入り、北斗七星が輝く夜空をバックに中国風の鎧を着た二人の男がそれぞれ竜と虎に乗って一騎討ちを行うイメージ映像から、黒地をバックに白い明朝体で大きく書かれた「世紀末救世主伝説」の文字が右から左へと流れていき、タイトルロゴという流れで始まる。夕日をバックにリン、バットと共にトキの墓前に立つケンシロウがひとりラオウとの決戦に赴くまでの様子が描かれ、決戦の地「北斗練気闘座」にて最後はケンシロウとラオウが対峙し、互いに闘気を込めた一撃を今まさに放たんとするところで終わる。ケンシロウが決戦の場に赴くまでのイメージ映像でシン、レイ、シュウ、サウザーら南斗聖拳の拳士とリュウガ、トキが登場。
エンディングテーマ
「ユリア…永遠に」（第1話 - 第82話〈第1部 - 第3部〉）
作詞 - 野元英俊、田中昌之 / 作曲 - 今給黎博美 / 編曲 - 今給黎博美、飛沢宏元 / 歌 - クリスタルキング
テレビバージョンでは2コーラス目が使用されている。アニメ本編では1コーラス目が挿入歌として使用され、第1部終了となる第22話ではケンシロウがシンを「強敵」（とも）として埋葬するシーンでこの曲が流れたほか、南斗最後の将の正体がユリアであることが明らかになる第96話ラストや南斗五車星・山のフドウの最期が描かれた第104話ラストでも使用されている。また後述の『2』の最終話でのエンドロールでも1コーラス目が使用されている。
映像は万年雪をかぶった山々や滝などの自然を映したあとにヒロイン・ユリアのカットで終わるというものだった。第1部までは場面が村に移り、ラストは収穫したブドウの入った籠を手にしたユリアが笑顔で迎えるというものだったが、第2部が始まる第23話以降は白いドレスを着たユリアが太陽のように輝く光の中へと消えてゆくシーンから、高山をバックに花が咲き誇るカットで終わる形に変更された。
「DRY YOUR TEARS」（第83話 - 第109話〈第4部〉）
作詞 - KATZ&JICK、田中昌之 / 作曲・編曲 - うじきつよし / 歌 - KODOMO BAND
テレビバージョンでは歌詞のフレーズが部分的に省略され全体的にショートカットされたものとなっている。
映像は夜明け前の雨が降る森を映したもので、ラストは雨がやみ朝を迎えるところで終わる。
アニメのオープニングでは作詞者と作曲者が逆に表記（田中は非表記）されている。
北斗の拳2
オープニングテーマ「TOUGH BOY」
作詞・作曲 - TOM / 編曲 - うじきつよし / 歌 - TOM★CAT
シングルバージョンでは冒頭に放送禁止用語と思しき歌詞があるが、テレビ放送では別の言葉に修正されている。
テレビバージョンではシングルバージョンの1番と2番とを併せた歌詞となっている。またサビの英文中の「80's」が作品の時代設定に合わせて「90's」に変更されている。
黒地をバックに白い文字で「世」「紀」「末」と大きく一字ずつ映したあと、「世紀末救世主伝説」と画面に映しだされ、夕日に向かって歩いてゆくケンシロウの後ろ姿から「北斗の拳2」のタイトルロゴ、という流れで始まる。
天帝編ではリンとバットが成長したことに伴い、曲に併せて流れるアニメーションもそれに準じたものとなった。成長した2人の前に黒王に乗ったケンシロウが現れるカットがあり、再会を果たした3人が新たなる敵「天帝軍」に挑むという天帝編の内容を表現したものとなっている。天帝軍からはボスであるジャコウとファルコが登場。ケンシロウとファルコが拳を交えるシーンから、最後は雷鳴と共に生じた地割れの中からケンシロウが飛び出すカットで終わる。
第14話より修羅の国編に突入していたこともあり、第24話からアニメーションが一部変更されている。バットがバイクで中央帝都に向かっていくシーンが死の海に浮かぶ修羅の国のカットに変更、塔のように連なる無数の男たちの向こうから放たれるカイオウのオーラのイメージとなり、ケンシロウがファルコと拳を交えるシーンは青いシルエットのヒョウから途中で甲冑を着たカイオウのシルエットに変わる、という形に変更されている。
エンディングテーマ「LOVE SONG」
作詞 - TOM / 作曲 - 高垣薫 / 編曲 - Light House Project / 歌 - TOM★CAT
映像は、夜空に想いを馳せるリンの姿を映したもの。ラストは夜を明かし、朝を迎えたリンが振り向き笑顔を見せるカットの止め絵で終わる。最終話ではこれらの場面は使用されていない。CMを入れずに本編ラストで曲のイントロが入ってエンディングにいく方式で先述の「ユリア…永遠に」が使用され、ケンシロウが黒王号に跨り歴代の強敵（とも）や拳士などのイメージが流れる。

### 挿入歌
北斗の拳
「枯れた大地」
作詞 - 三浦徳子 / 作曲・編曲 - 青木望 / 歌 - 神谷明
「愛は魂（こころ）」
作詞 - 三浦徳子 / 作曲・編曲 - 青木望 / 歌 - 山本百合子
「枯れた大地」は第100話にて、ラオウとの対決シーンでケンシロウが初めて「北斗究極奥義・無想転生」を会得・発動し、ラオウがこのことを悟りケンシロウの側にこれまで闘った強敵（とも）たちが現れた場面で使用された。
「愛は魂」はラオウとの戦いに赴くケンシロウへの、ユリアの想いを歌った曲。第107話での、ケンシロウとラオウの対決のシーンで使用された。
北斗の拳2
「WIND & RAIN」
「KILL THE FIGHT」
2曲共に、作詞 - 園部和範 / 作曲 - 大安蓮 / 編曲 - 水谷公生 / 歌 - 子門真人
「WIND & RAIN」は、第12話でアインが最期を迎える場面で使用されたほか、第36話で弟ケンシロウと戦い、正気を取り戻した羅将ヒョウが和解するシーンで使用された。
「KILL THE FIGHT」は第13話ラストでケンシロウがリン救出に向かおうとする場面が初出。その後も第15話ラストでファルコが息を引き取るシーン、第19話での羅将ハンとケンシロウの対決シーンのほか、第33話ラストでヒョウが実兄と知ったケンシロウがヒョウを倒す意思を固めるシーンなどで使用された。

## 各話リスト
リストが厖大なため、伸縮型のメニューとして表示する。放送日はキー局および同時ネット局のもの。
サブタイトルの多くに、感嘆符（!）を使用している。また長いサブタイトルの場合、段落で区切るなどもしている。太字のサブタイトルはアニメオリジナルである。
原作連載との調整や番組制作が間に合わないことから、過去の映像を使いまわしただけの総集編を多用しており、特に『無印』の第78話から第82話は五週連続（放送休止も含めると六週連続）の総集編の放送となっている。また第105話および第109話も総集編である。そのため第3部は全25話構成であるが総集編を除外した場合は実質的に20話、また同じく第4部は全27話構成であるが総集編を除外した場合は実質的に25話である。部数別総話数では第1部が最も短いが、総集編を除いた本編のみの括りとした場合は第3部が最も短くなる。

### 北斗の拳
| 話数   | 放送日          | サブタイトル                                | 脚本                | （絵コンテ） 演出       | 作画監督 | 美術              |
| ------ | --------------- | ------------------------------------------- | ------------------- | ----------------------- | -------- | ----------------- |
| 第1話  | 1984年 10月11日 | 神か悪魔か!? 地獄にあらわれた最強の男       | 上原正三            | 芦田豊雄                | 須田正己 | 鈴木森繁          |
| 第2話  | 10月18日        | 必殺残悔拳!! 不毛の荒野に明日をみた!!       | 上原正三            | 石黒育                  | 松本清   | 明石貞一          |
| 第3話  | 10月25日        | 光なき街に孤拳が燃えた! 爆殺五指烈弾        | 井上敏樹            | 佐々木正光              | 斉藤浩信 | 鈴木森繁          |
| 第4話  | 11月1日         | ブラッディクロスを撃て!! 秘拳・柔破斬       | 戸田博史            | 梅澤淳稔                | 河合静男 | 砂川千里 松本健治 |
| 第5話  | 11月8日         | 地獄に咲くか愛の炎 おまえはもう死んでいる!! | 戸田博史            | （影山楙倫） 石田昌久   | 福島喜晴 | 大宮久江          |
| 第6話  | 11月15日        | 悪魔の手配書 七つの傷の男を狙え!            | 戸田博史            | 梅澤淳稔                | 増田信博 | 松本健治 明石貞一 |
| 第7話  | 11月22日        | 悪党ども! 死への秒よみやってみるかい？      | 戸田博史            | 梅澤淳稔                | 須田正己 | 鈴木森繁          |
| 第8話  | 11月29日        | 経絡秘孔を突け! 悪党どもに鎮魂歌はない      | 戸田博史            | 石黒育                  | 松本清   | 砂川千里          |
| 第9話  | 12月6日         | 悪党ども! 死ぬ前に祈りをすませろ!!          | 上原正三            | 上村修                  | 金子寛俊 | 大宮久江          |
| 第10話 | 12月13日        | 烈火逆流拳! 死すべき奴らが多すぎる!!        | 上原正三            | 石田昌久                | 増田信博 | 市谷正夫 鈴木森繁 |
| 第11話 | 12月20日        | 悪党ども!! 地獄のブルースを聞け!!           | 戸田博史            | （石黒育） 寒竹清隆     | 河合静男 | 砂川千里          |
| 第12話 | 1985年 1月10日  | 俺は死神!! 地獄の果まで追いつめてやる!!     | 戸田博史            | 梅澤淳稔                | 田辺由憲 | 市谷正夫          |
| 第13話 | 1月17日         | 羅漢仁王拳! 動きだしたらもう止まらない!!    | 戸田博史            | 梅澤淳稔                | 須田正己 | 大宮久江          |
| 第14話 | 1月24日         | 不幸な時代だ! 善人ほど早死にする!!          | 井上敏樹            | 三谷章夫                | 松本清   | 市谷正夫          |
| 第15話 | 1月31日         | 3つ数えてみろ! 死ぬのはおまえだ!!           | 花園由宇保          | 石田昌久                | 増田信博 | 砂川千里          |
| 第16話 | 2月7日          | 悪党ども歌ってみるか! 地獄の数え唄!!        | 戸田博史            | 梅澤淳稔                | 斉藤浩信 | 市谷正夫          |
| 第17話 | 2月14日         | 戦えばこそ男! 対決の門は遂に開かれた!       | 戸田博史            | 梅澤淳稔                | 須田正己 | 市谷正夫          |
| 第18話 | 2月21日         | 生か死か!? 荒野の果ては地獄の一丁目!!       | 戸田博史 花園由宇保 | （白土武） 又野弘道     | 河合静男 | 大宮久江          |
| 第19話 | 2月28日         | 悪党ども! 死への片道切符を用意しろ!!        | 戸田博史            | （石田昌久） 才谷梅太郎 | 田辺由憲 | 市谷正夫          |
| 第20話 | 3月7日          | 悪夢の総力戦! 俺の拳は100万ボルト!!         | 戸田博史 花園由宇保 | 石黒育                  | 松本清   | 砂川千里          |
| 第21話 | 3月14日         | 魔宮炎上! シン! お前まであと一歩だ!!        | 戸田博史            | 石田昌久                | 増田信博 | 市谷正夫          |
| 第22話 | 3月21日         | 第一部完結 ユリア永遠に‥‥そしてシンよ!      | 戸田博史            | 梅澤淳稔                | 須田正己 | 大宮久江          |

| 話数   | 放送日         | サブタイトル                                     | 脚本                | （絵コンテ） 演出       | 作画監督   | 美術       |
| ------ | -------------- | ------------------------------------------------ | ------------------- | ----------------------- | ---------- | ---------- |
| 第23話 | 1985年 3月28日 | 第二部風雲龍虎編 俺を待つのは戦いだけなのか!!    | 戸田博史            | 芦田豊雄 梅澤淳稔       | 青嶋克己   | 市谷正夫   |
| 第24話 | 4月4日         | 南斗水鳥拳! 強すぎた男たちの悲劇が始まった!!     | 戸田博史            | 石田昌久                | 河合静男   | 砂川千里   |
| 第25話 | 4月11日        | 罪深き者ども! その名は牙一族!!                   | 戸田博史            | （竹之内和久） 梅澤淳稔 | 青嶋克己   | 市谷正夫   |
| 第26話 | 4月18日        | 震えて眠れ! 夜霧の谷の悪党ども!!                 | 戸田博史            | 梅澤淳稔                | 須田正己   | 大宮久江   |
| 第27話 | 4月25日        | 悪党だけが笑っている! こんな時代が気にいらねえ!! | 戸田博史 花園由宇保 | 又野弘道                | 増田信博   | 市谷正夫   |
| 第28話 | 5月2日         | レイ! お前の涙は 俺の拳で受けてやる!!            | 戸田博史            | 影山楙倫                | 影山楙倫   | 田中資幸   |
| 第29話 | 5月9日         | 命ごいは遅すぎる! 地獄へ落ちろ牙大王!!           | 戸田博史            | 石田昌久                | 斉藤浩信   | 砂川千里   |
| 第30話 | 5月30日        | 宿命はしのびよる! ジャギお前は何者!!             | 戸田博史            | 梅澤淳稔                | 青嶋克己   | 市谷正夫   |
| 第31話 | 6月6日         | 地獄の鉄仮面! 北斗を名のる凶悪なる者よ!!         | 土屋斗紀雄          | 又野弘道                | 河合静男   | 大宮久江   |
| 第32話 | 6月13日        | 怒拳四連弾! ジャギ地獄で待っていろ!!             | 土屋斗紀雄          | 梅澤淳稔                | 須田正己   | 市谷正夫   |
| 第33話 | 6月27日        | ここが奇跡の村! 堕天使は舞い降りた!!             | 戸田博史            | 石田昌久                | 増田信博   | 砂川千里   |
| 第34話 | 7月4日         | トキよ! お前は天使なのか悪魔なのか!!             | 戸田博史            | 影山楙倫 政木伸一       | 和田卓也   | 飯島由樹子 |
| 第35話 | 7月11日        | 邪悪なる者よ! トキ・お前の心は腐っている!!       | 大橋志吉            | 又野弘道                | 金子寛俊   | 大宮久江   |
| 第36話 | 7月18日        | ふりかえる過去はない! ただ悪を憎みトキを撃つ!!   | 戸田博史            | 梅澤淳稔                | 青嶋克己   | 市谷正夫   |
| 第37話 | 7月25日        | あえて愛を拒む! 死を呼ぶ凶星を背負うがゆえに‥‥!! | 戸田博史            | 石田昌久                | 河合静男   | 砂川千里   |
| 第38話 | 8月1日         | 蘭山紅拳! 時代は悲しい女を生んだ!!               | 戸田博史            | 梅澤淳稔                | 須田正己   | 飯島由樹子 |
| 第39話 | 8月8日         | 凶悪の伝説! カサンドラの門がいま開かれる!!       | 大橋志吉            | 板野一郎                | 増田信博   | 大宮久江   |
| 第40話 | 8月15日        | 悪党どもに墓標はいらぬ! ここは地獄のカサンドラ!! | 戸田博史            | 影山楙倫 政木伸一       | 影山楙倫   | 市谷正夫   |
| 第41話 | 8月22日        | 北斗二千年の悲劇! 拳王の足音が聞こえる!!         | 戸田博史            | 梅澤淳稔                | 斉藤浩信   | 砂川千里   |
| 第42話 | 9月5日         | 明日なき世紀末! ケンおまえを待っていた!!         | 戸田博史            | 石田昌久                | 青嶋克己   | 飯島由樹子 |
| 第43話 | 9月12日        | カサンドラ崩壊! 北斗の神話はぬりかえられた!!     | 大橋志吉            | 又野弘道                | 河合静男   | 大宮久江   |
| 第44話 | 9月19日        | 死兆星輝く! 拳王お前は死をもつかさどるのか!!     | 大橋志吉            | 梅澤淳稔                | 須田正己   | 市谷正夫   |
| 第45話 | 9月26日        | 死神におびえる者よ! リンの熱き心の叫びを聞け!!   | 土屋斗紀雄          | 又野弘道                | 増田信博   | 砂川千里   |
| 第46話 | 10月10日       | 地獄からの呼び声! レイお前は死兆星を見たか!!     | 土屋斗紀雄          | 影山楙倫 政木伸一       | 和田卓也   | 飯島由樹子 |
| 第47話 | 10月17日       | 南斗水鳥拳死の舞! 愛のためオレの命くれてやろう!! | 大橋志吉            | 石田昌久                | 金子寛俊   | 大宮久江   |
| 第48話 | 10月24日       | 奥義爆裂! 北斗二兄弟の宿命は憎しみをも越えた!!   | 戸田博史            | 梅澤淳稔                | 青嶋克己   | 市谷正夫   |
| 第49話 | 10月31日       | 史上最強の戦い ラオウVSケン! 死ぬのはきさまだ!!  | 戸田博史            | 板野一郎                | 板野一郎   | 砂川千里   |
| 第50話 | 11月7日        | 死の宣告72時間! 死兆星がレイを引きずる!!         | 大橋志吉            | 又野弘道                | 河合静男   | 飯島由樹子 |
| 第51話 | 11月14日       | 明日なき運命! それでも女は愛を信じる!!           | 大橋志吉            | 梅澤淳稔                | 須田正己   | 大宮久江   |
| 第52話 | 11月21日       | 南斗六聖拳ユダ! 俺は誰よりも美しい!!             | 戸田博史            | 石田昌久                | 増田信博   | 市谷正夫   |
| 第53話 | 11月28日       | 死兆星迫る!! レイ! 天は残酷に時を刻む!           | 戸田博史            | 又野弘道                | 直井正博   | 砂川千里   |
| 第54話 | 12月5日        | 愛するマミヤ! その瞳の輝きに死兆星がひそむ!!     | 戸田博史            | 勝間田具治              | 斉藤浩信   | 飯島由樹子 |
| 第55話 | 12月12日       | 死に行くのかレイ! 今・男はここまで美しい!!       | 戸田博史            | 又野弘道                | 山口泰弘   | 古宮陽子   |
| 第56話 | 12月19日       | 美しき拳士レイVSユダ! 男の花道に涙はいらぬ!!     | 戸田博史            | 勝間田具治              | 桜井美知代 | 市谷正夫   |
| 第57話 | 12月26日       | 第2部完結 さらばレイ! 時代は勇者の伝説を語り継ぐ | 戸田博史            | 又野弘道                | 青嶋克己   | 西倉力     |

| 話数   | 放送日        | サブタイトル                                       | 脚本            | （絵コンテ） 演出   | 作画監督 | 美術       |
| ------ | ------------- | -------------------------------------------------- | --------------- | ------------------- | -------- | ---------- |
| 第58話 | 1986年 1月9日 | 第3部開始 乱世覇道編 南斗乱るる時北斗現われり!!    | 戸田博史        | 石田昌久            | 増田信博 | 飯島由樹子 |
| 第59話 | 1月16日       | 天をおおう暗黒の星! 死闘の果てに時代は動く!!       | 戸田博史        | 越智一裕 又野弘道   | 越智一裕 | 古宮陽子   |
| 第60話 | 1月23日       | 南斗白鷺拳シュウ! お前はこの世紀末に何を見るのか!! | 戸田博史 出口勝 | 又野弘道            | 直井正博 | 市谷正夫   |
| 第61話 | 1月30日       | 戦場の恋! 時代は愛をも引き裂くのか!!               | 大橋志吉        | 石田昌久            | 金子寛俊 | 西倉力     |
| 第62話 | 2月6日        | 俺は聖帝サウザー! 愛も情も許さない!!               | 土屋斗紀雄      | 勝間田具治          | 青井清年 | 飯島由樹子 |
| 第63話 | 2月13日       | 宿命に挑む小さな勇者! その魂の叫びが天を動かす!!   | 土屋斗紀雄      | 又野弘道            | 直井正博 | 古宮陽子   |
| 第64話 | 2月20日       | 血戦シュウVSサウザー! 仁星の涙に愛がおぼれる!!     | 戸田博史        | 明比正行 山寺昭夫   | 増田信博 | 市谷正夫   |
| 第65話 | 2月27日       | 血の十字陵! シュウ! その涙は俺の心で受けとめよう!! | 大橋志吉        | 石田昌久            | 松本清   | 田中直哉   |
| 第66話 | 3月6日        | 走れケンシロウ! また一人友が死んで行く!!           | 大橋志吉        | 又野弘道            | 直井正博 | 古宮陽子   |
| 第67話 | 3月13日       | 極星激突ケンVSサウザー! 天を守るは我が星一つ!!     | 戸田博史        | 明比正行 川端蓮司   | 斉藤浩信 | 砂川千里   |
| 第68話 | 3月20日       | 悲しき聖帝サウザー! お前は愛につかれている!!       | 戸田博史        | 石田昌久            | 上村栄司 | 市谷正夫   |
| 第69話 | 3月27日       | 北斗最強の時代! 遂に動きだした宿命の3兄弟!!        | 戸田博史        | 又野弘道            | 直井正博 | 古宮陽子   |
| 第70話 | 4月3日        | もう一つの北斗神拳! ラオウを闇に葬り去れ!!         | 戸田博史        | 明比正行 川端蓮司   | 増田信博 | 市谷正夫   |
| 第71話 | 4月10日       | 暴かれた出生の秘密! 天はいたずらに悲劇を好む!!     | 大橋志吉        | 越智一裕 又野弘道   | 越智一裕 | 砂川千里   |
| 第72話 | 4月17日       | さらばトキ! 男の涙は一度だけ!!                     | 大橋志吉        | 石田昌久            | 直井正博 | 市谷正夫   |
| 第73話 | 5月8日        | 天狼星の男リュウガ! 俺は乱世に虹をつかむ!!         | 戸田博史        | 又野弘道            | 金子寛俊 | 古宮陽子   |
| 第74話 | 5月15日       | 地平線を駆ける狼! そこは愛と憎しみの果て!!         | 大橋志吉        | 明比正行            | 上村栄司 | 市谷正夫   |
| 第75話 | 5月29日       | 許せ妹よ! 北斗を襲うはわが星の宿命!!               | 戸田博史        | 石田昌久 渡辺美和子 | 青井清年 | 砂川千里   |
| 第76話 | 6月5日        | 吠える狼に鉄拳を 今、トキが危ない!!                | 戸田博史        | 又野弘道            | 須田正己 | 市谷正夫   |
| 第77話 | 6月12日       | 第3部完結 目ざめよ新時代! 狼の叫びが天を衝く!!     | 戸田博史        | 梅澤淳稔            | 増田信博 | 古宮陽子   |
| 第78話 | 6月26日       | 南斗聖拳シン! お前は報われぬ愛に命をかけた!!       | 戸田博史        | 又野弘道            | 金子寛俊 | 砂川千里   |
| 第79話 | 7月10日       | 南斗水鳥拳レイ! 友のために死んだ男がいた!!         | 大橋志吉        | 又野弘道            | 金子寛俊 | 砂川千里   |
| 第80話 | 7月17日       | 南斗紅鶴拳ユダ! その美しき微笑が悲劇を呼ぶ!!       | 大橋志吉        | 石田昌久            | 斉藤浩信 | 砂川千里   |
| 第81話 | 7月24日       | 南斗白鷺拳シュウ! 天はあくまで非情な宿命を課す!!   | 大橋志吉        | 石田昌久            | 斉藤浩信 | 砂川千里   |
| 第82話 | 7月31日       | 聖帝サウザー! お前は愛深きゆえに愛におぼれる!!     | 大橋志吉        | 梅澤淳稔            | 高鉾誠   | 砂川千里   |

| 話数    | 放送日        | サブタイトル                                       | 脚本     | （絵コンテ） 演出   | 作画監督 | 美術     |
| ------- | ------------- | -------------------------------------------------- | -------- | ------------------- | -------- | -------- |
| 第83話  | 1986年 8月7日 | 第4部最終章 ラオウ死すべし! 伝説が恐怖に変わる!!   | 戸田博史 | 明比正行 川端蓮司   | 斉藤浩信 | 砂川千里 |
| 第84話  | 8月14日       | 南斗の逆襲! 風の旅団よ最後の将を守れ!!             | 戸田博史 | 又野弘道            | 直井正博 | 市谷正夫 |
| 第85話  | 8月21日       | 死闘への序幕! 風の男ヒューイの叫びが天にこだます!! | 戸田博史 | 梅澤淳稔            | 青井清年 | 古宮陽子 |
| 第86話  | 8月28日       | 燃える真紅の軍団! 炎の涙がシュレンをぬらす!!       | 大橋志吉 | 梅澤淳稔 又野弘道   | 須田正己 | 市谷正夫 |
| 第87話  | 9月4日        | 危うし五車星! 遂にラオウが炎をも突き破った!!       | 大橋志吉 | 川端蓮司            | 増田信博 | 砂川千里 |
| 第88話  | 9月11日       | 五車星ケンシロウに接近! フドウお前は何者!!         | 戸田博史 | 又野弘道            | 金子寛俊 | 市谷正夫 |
| 第89話  | 9月25日       | 風雲急を告ぐ! ケン、 宿命が南斗の都で待っている!!  | 戸田博史 | 石田昌久            | 直井正博 | 古宮陽子 |
| 第90話  | 10月16日      | 俺は雲のジュウザ! 時の流れに身を任す!!             | 戸田博史 | 梅澤淳稔            | 越智一裕 | 明石貞一 |
| 第91話  | 10月23日      | 雲 いぜん動かず! 遂に仮面の将が素顔を見せた!!      | 戸田博史 | 川端蓮司            | 青井清年 | 砂川千里 |
| 第92話  | 10月30日      | よみがえった雲のジュウザ! 俺はラオウを恐れない!!   | 戸田博史 | 又野弘道            | 斉藤浩信 | 市谷正夫 |
| 第93話  | 11月6日       | 対決ジュウザVSラオウ! 今無敵伝説に終止符を!!       | 戸田博史 | 石田昌久 渡辺美和子 | 増田信博 | 古宮陽子 |
| 第94話  | 11月13日      | フドウ絶体絶命! 急げケン、男は友を見すてない!!     | 大橋志吉 | 梅澤淳稔            | 須田正己 | 市谷正夫 |
| 第95話  | 11月20日      | 非情の砂地獄! 死するフドウに救いの手は届くのか!!   | 大橋志吉 | 明比正行 川端蓮司   | 直井正博 | 砂川千里 |
| 第96話  | 11月27日      | ジュウザ倒る! 俺は命を捨てても愛する女を守ろう!!   | 戸田博史 | 又野弘道            | 敷島博英 | 市谷正夫 |
| 第97話  | 12月4日       | さらばユリア! 強き男は死しても愛を語らず!!         | 戸田博史 | 石田昌久            | 和田卓也 | 古宮陽子 |
| 第98話  | 12月11日      | ゆれる南斗の都! 遂に北斗2兄弟がやってきた!!        | 戸田博史 | 梅澤淳稔            | 青井清年 | 市谷正夫 |
| 第99話  | 12月18日      | 悲しき五車星! お前は愛と宿命をひきずる女!!         | 戸田博史 | 又野弘道            | 増田信博 | 砂川千里 |
| 第100話 | 12月25日      | 究極の奥義無想転生! ラオウ、遂にお前を追いつめた!! | 大橋志吉 | 明比正行 川端蓮司   | 直井正博 | 市谷正夫 |
| 第101話 | 1987年 1月8日 | ラオウ倒れ野望果てるか? しかし天はまたよろめいた!! | 大橋志吉 | 梅澤淳稔            | 須田正己 | 古宮陽子 |
| 第102話 | 1月15日       | 迷える巨人ラオウ! 俺は愛など信じない!!             | 戸田博史 | 又野弘道            | 青井清年 | 市谷正夫 |
| 第103話 | 1月22日       | 悪魔の挑戦状! フドウ、愛する者のために鬼となれ!!   | 戸田博史 | 川端蓮司            | 敷島博英 | 砂川千里 |
| 第104話 | 1月29日       | やさしき勇者フドウ! その涙は熱き心を呼びさます!!   | 戸田博史 | 梅澤淳稔            | 山崎展義 | 市谷正夫 |
| 第105話 | 2月5日        | 南斗慈母星を守れ! たとえ五車の生命果てるとも!!     | 大橋志吉 | 川端蓮司            | 金子寛俊 | 大宮久江 |
| 第106話 | 2月12日       | 悪夢におびえるラオウ! ユリア、もうお前しかいない!! | 戸田博史 | 又野弘道            | 斉藤浩信 | 古宮陽子 |
| 第107話 | 2月19日       | 決戦場は北斗練気闘座! もう誰も奴らをとめられない!! | 戸田博史 | 石田昌久            | 増田信博 | 市谷正夫 |
| 第108話 | 2月26日       | さらば北斗2兄弟! いま2人は愛と哀しみの果てに!!     | 戸田博史 | 梅澤淳稔            | 須田正己 | 砂川千里 |
| 第109話 | 3月5日        | 最終章・完 いま語ろう!北斗2000年の歴史!!           | 大橋志吉 | 川端蓮司            | 斉藤浩信 | 市谷正夫 |

### 北斗の拳2
- 話数は前作からの連番となっている。#は『北斗の拳2』としての話数。

| #  | 話数    | 放送日         | サブタイトル                                        | 脚本     | 演出              | 作画監督 | 美術     |
| -- | ------- | -------------- | --------------------------------------------------- | -------- | ----------------- | -------- | -------- |
| 1  | 第110話 | 1987年 3月12日 | 時は流れ また時代が動いた‥‥!!                       | 戸田博史 | 又野弘道          | 山崎展義 | 市谷正夫 |
| 2  | 第111話 | 3月19日        | あいつはいつ目覚めるのか‥‥!?                        | 戸田博史 | 渡部英雄          | 敷島博英 | 古宮陽子 |
| 3  | 第112話 | 3月26日        | 救世主、北より来たる!!                              | 戸田博史 | 梅澤淳稔          | 青井清年 | 市谷正夫 |
| 4  | 第113話 | 4月2日         | 謎の賞金稼ぎアイン! 俺がケンシロウの首をとる!!      | 大橋志吉 | 川端蓮司          | 金子寛俊 | 砂川千里 |
| 5  | 第114話 | 4月9日         | また一つ暗殺拳! その名は元斗皇拳!!                  | 戸田博史 | 又野弘道          | 須田正己 | 中山恭子 |
| 6  | 第115話 | 4月23日        | 天帝怒る! ファルコ、 北斗を地上より根絶やしにせよ!! | 戸田博史 | 松浦錠平          | 羽山淳一 | 明石貞一 |
| 7  | 第116話 | 5月7日         | 南斗の魂燃ゆ! 壮絶ハーン兄弟!!                      | 戸田博史 | 石田昌久          | 増田信博 | 松本健治 |
| 8  | 第117話 | 5月14日        | アイン危うし! 愛する女に魔の手が伸びた!!            | 清水東   | 梅澤淳稔 又野弘道 | 山崎展義 | 砂川千里 |
| 9  | 第118話 | 5月28日        | 元斗の猛将ファルコ! そこにはラオウの影が‥‥          | 戸田博史 | 渡部英雄          | 敷島博英 | 小林勝寿 |
| 10 | 第119話 | 6月4日         | 帝都にこだます天帝の泣き声! ファルコはいずこに‥‥    | 戸田博史 | 又野弘道 福多潤   | 斉藤浩信 | 松本健治 |
| 11 | 第120話 | 6月11日        | ついに天帝の正体が見えた!!                          | 大橋志吉 | 明比正行 川端蓮司 | 青井清年 | 市谷正夫 |
| 12 | 第121話 | 6月25日        | アインの挽歌! 誇りをすてて生きるより熱き死を!!      | 清水東   | 又野弘道          | 金子寛俊 | 松本健治 |
| 13 | 第122話 | 7月9日         | 帝都崩壊! ジャコウ、 せめて地獄で夢を見よ!!         | 戸田博史 | 石田昌久          | 須田正己 | 砂川千里 |

| #  | 話数    | 放送日         | サブタイトル                                      | 脚本     | 演出              | 作画監督          | 美術     |
| -- | ------- | -------------- | ------------------------------------------------- | -------- | ----------------- | ----------------- | -------- |
| 14 | 第123話 | 1987年 7月16日 | 果てしなき試練! ケンシロウ海を渡る!!              | 戸田博史 | 松浦錠平          | 羽山淳一          | 市谷正夫 |
| 15 | 第124話 | 7月23日        | 何が待つ暗黒大陸! そこは伝説の修羅の国!!          | 戸田博史 | 西沢信孝 川端蓮司 | 山崎展義          | 松本健治 |
| 16 | 第125話 | 7月30日        | 善か悪か? 謎の北斗琉拳現わる!!                    | 大橋志吉 | 又野弘道          | 斉藤浩信          | 松本健治 |
| 17 | 第126話 | 8月13日        | あえて世紀末に愛を説く! その名はレイア!!          | 清水東   | 渡部英雄          | 敷島博英 山田浩之 | 金川文美 |
| 18 | 第127話 | 8月20日        | 羅将ハン! お前は白き雪も紅に染める男!!            | 戸田博史 | 石田昌久          | 青井清年          | 松元大   |
| 19 | 第128話 | 8月27日        | 修羅の国に救世主伝説走る! その名はラオウ!!        | 戸田博史 | 又野弘道          | 羽山淳一          | 中山恭子 |
| 20 | 第129話 | 9月3日         | 暴かれたケンシロウの秘密! 修羅の国は母の国!!      | 戸田博史 | 松浦錠平          | 須田正己          | 松本健治 |
| 21 | 第130話 | 9月10日        | 非情の予言! ケンシロウ、 お前は救世主になれない!! | 戸田博史 | 有迫俊彦          | 山崎展義          | 市谷正夫 |
| 22 | 第131話 | 9月17日        | 馬上の勇士ロック! 俺はケンシロウを信じない!!      | 清水東   | 石田昌久          | 金子寛俊          | 松元大   |
| 23 | 第132話 | 9月24日        | 問答無用の男達! 遂に荒野の七人がケンを襲う!!      | 清水東   | 渡部英雄          | 敷島博英          | 市谷正夫 |
| 24 | 第133話 | 10月1日        | ロック死の伝達! ケンシロウ友の命を受けとめよ!!    | 清水東   | 又野弘道          | 羽山淳一          | 松本健治 |
| 25 | 第134話 | 10月8日        | 新世紀創造主宣言! 俺の名は魔神カイオウ!!          | 戸田博史 | 松浦錠平          | 青井清年          | 松元大   |
| 26 | 第135話 | 10月15日       | 悪魔の封印! それが北斗宗家二千年の悲劇を語る!!    | 大橋志吉 | 有迫俊彦          | 須田正己          | 松本健治 |
| 27 | 第136話 | 10月22日       | 弟ケンの危機! やさしきヒョウよ今こそ心を開け!!    | 戸田博史 | 又野弘道          | 山崎展義          | 市谷正夫 |
| 28 | 第137話 | 10月29日       | 処刑台のケンシロウ! 遂に天は海神を走らせた!!      | 戸田博史 | 石田昌久          | 斉藤浩信          | 松元大   |
| 29 | 第138話 | 11月5日        | カイオウつかの間の勝利宣言! 北斗の幻が彼を襲う!!  | 清水東   | 渡部英雄          | 敷島博英          | 市谷正夫 |
| 30 | 第139話 | 11月12日       | 運命の出会いヒョウとケン! いまだ兄は弟を知らず!!  | 戸田博史 | 松浦錠平          | 羽山淳一          | 松本健治 |
| 31 | 第140話 | 11月19日       | カイオウ悪魔の選択! 俺の全身には冷血が脈打つ!!    | 戸田博史 | 又野弘道          | 木下ゆうき        | 市谷正夫 |
| 32 | 第141話 | 11月26日       | ケンシロウの挑戦状! オレには2度の敗北はない!!     | 大橋志吉 | 有迫俊彦          | 青井清年          | 松本健治 |
| 33 | 第142話 | 12月3日        | 暴君ヒョウと悲しき側近! 誰が彼を止めるのか!!      | 清水東   | 又野弘道          | 金子寛俊          | 市谷正夫 |
| 34 | 第143話 | 12月10日       | 骨肉の兄弟対決! もうヒョウの瞳に涙は帰らない!!    | 戸田博史 | 石田昌久          | 山崎展義          | 松本健治 |
| 35 | 第144話 | 12月17日       | 北斗存亡の危機! カイオウの魔の手が天帝にのびた!!  | 戸田博史 | 松浦錠平          | 須田正己          | 市谷正夫 |
| 36 | 第145話 | 12月24日       | 涙の兄弟再会! ケンシロウ、俺はお前を待っていた!!  | 戸田博史 | 又野弘道          | 羽山淳一          | 松本健治 |
| 37 | 第146話 | 1988年 1月7日  | シャチ愛の戦い! カイオウ、それを愚かと笑うのか!!  | 清水東   | 有迫俊彦          | 青井清年          | 市谷正夫 |
| 38 | 第147話 | 1月14日        | 愛の戦士シャチ死す! 友よ、愛こそすべてと知れ!!    | 清水東   | 大庭寿太郎        | 工藤柾輝          | 市谷正夫 |
| 39 | 第148話 | 1月21日        | 悲しき愛の犠牲者! これがカイオウ悪の原点だ!!      | 戸田博史 | 石田昌久          | 敷島博英          | 市谷正夫 |
| 40 | 第149話 | 1月28日        | カイオウ屈辱の歴史! 天はリンの運命もぬりかえる!!  | 大橋志吉 | 又野弘道          | 山崎展義          | 松本健治 |
| 41 | 第150話 | 2月4日         | 最終章残り3回! これが北斗宗家2000年の血の歴史!!   | 戸田博史 | 有迫俊彦          | 斉藤浩信          | 市谷正夫 |
| 42 | 第151話 | 2月11日        | 最終話序章! リンの運命を握る第3の男が現れた!!     | 清水東   | 松浦錠平          | 羽山淳一          | 渡辺佳人 |
| 43 | 第152話 | 2月18日        | さらばケンシロウ!! さらば北斗神拳!!               | 戸田博史 | 又野弘道          | 青井清年          | 市谷正夫 |

## 放送局
1985年12月ごろ。系列は放送当時のもの。
| 放送地域       | 放送局         | 放送系列                      | 放送形態   | 備考 |
| -------------- | -------------- | ----------------------------- | ---------- | --- |
| 関東広域圏     | フジテレビ     | フジテレビ系列                | 制作局     | |
| 北海道         | 北海道文化放送 | フジテレビ系列                | 同時ネット | |
| 青森県         | 青森テレビ     | TBS系列                       | 遅れネット | 火曜16:30 - 17:00に放送 |
| 岩手県         | テレビ岩手     | 日本テレビ系列                | 遅れネット | 水曜17:30 - 18:00に放送 |
| 秋田県         | 秋田テレビ     | フジテレビ系列 テレビ朝日系列 | 遅れネット | 木曜17:30 - 18:00に放送 |
| 山形県         | 山形テレビ     | フジテレビ系列                | 遅れネット | 金曜 17:00 - 17:30に放送 |
| 宮城県         | 仙台放送       | フジテレビ系列                | 同時ネット | |
| 福島県         | 福島テレビ     | フジテレビ系列                | 同時ネット | |
| 山梨県         | 山梨放送       | 日本テレビ系列                | 遅れネット | 土曜17:30 - 18:00に放送 |
| 新潟県         | 新潟総合テレビ | フジテレビ系列                | 遅れネット | 金曜19:00 - 19:30→19:30 - 20:00に放送 |
| 長野県         | 長野放送       | フジテレビ系列                | 遅れネット | 土曜17:30 - 18:00→木曜19:00-19:30に放送 (一か月遅れ) |
| 静岡県         | テレビ静岡     | フジテレビ系列                | 遅れネット | 土曜17:30 - 18:00→木曜19:00 - 19:30に放送 放送時間変更で同時ネットに移行したか遅れネット継続かは不明                                                        |
| 富山県         | 富山テレビ     | フジテレビ系列                | 遅れネット | 1985年2月15日から1988年3月31日まで。 当初は金曜 16:50 - 17:20であったが、後に水曜17:20 - 17:50を経て、1988年3月31日最終回時点では木曜 16:25 - 16:55にて放送 |
| 石川県         | 石川テレビ     | フジテレビ系列                | 遅れネット | 1985年1月22日より放送開始。 当初は火曜 16:00 - 16:30の放送であったが、1986年時点で火曜17:05 - 17:32に放送                                                   |
| 中京広域圏     | 東海テレビ     | フジテレビ系列                | 遅れネット | 月曜19:00 - 19:30→金曜16:30-17:00に放送 |
| 近畿広域圏     | 関西テレビ     | フジテレビ系列                | 同時ネット | |
| 岡山県・香川県 | 岡山放送       | フジテレビ系列                | 同時ネット | |
| 島根県・鳥取県 | 山陰中央テレビ | フジテレビ系列                | 遅れネット | 月曜19:00 - 19:30に放送 |
| 広島県         | テレビ新広島   | フジテレビ系列                | 遅れネット | 月曜19:00 - 19:30に放送 |
| 高知県         | 高知放送       | 日本テレビ系列                | 遅れネット | 火曜17:30 - 18:00に放送 |
| 福岡県         | テレビ西日本   | フジテレビ系列                | 同時ネット | |
| 佐賀県         | サガテレビ     | フジテレビ系列                | 同時ネット | |
| 熊本県         | テレビ熊本     | フジテレビ系列 テレビ朝日系列 | 同時ネット | |
| 鹿児島県       | 鹿児島テレビ   | フジテレビ系列 日本テレビ系列 | 遅れネット | 月曜17:25 - 17:55に放送 |
| 沖縄県         | 沖縄テレビ     | フジテレビ系列                | 遅れネット | 土曜18:30 - 19:00に放送(途中打ち切り) |

1986年以降に放送を開始した局（いずれも遅れネット）
| 放送地域 | 放送局     | 放送系列                                     | 備考 |
| -------- | ---------- | -------------------------------------------- | --- |
| 福井県   | 福井テレビ | フジテレビ系列                               | 1986年2月25日より火曜16:30 - 17:00に放送                                                                 |
| 愛媛県   | テレビ愛媛 | フジテレビ系列                               | 1987年10月30日より金曜16:30 - 17:00に放送 2011年9月より金曜26:05 - 26:40（時期により放送時間変更）に放送 |
| 長崎県   | テレビ長崎 | フジテレビ系列                               | フジテレビ系列フルネット化後（1991年4月以降）に帯再放送枠で集中放送                                      |
| 山口県   | 山口放送   | 日本テレビ系列 テレビ朝日系列                | 月曜17:00 - 17:30に放送                                                                                  |
| 大分県   | テレビ大分 | フジテレビ系列 日本テレビ系列 テレビ朝日系列 | 金曜16:30 - 17:00に放送                                                                                  |

### 放送局に関する備考
ローカルセールス枠ということもあり、フジテレビとの同時ネット局は北海道文化放送・仙台放送・福島テレビ・関西テレビ・岡山放送・テレビ西日本・サガテレビ・テレビ熊本の8局のみで、その他の局は遅れネットまたは未放送。遅れネット局では、フルネット局の場合は本来の放送時間に『全日本女子プロレス中継』（フジテレビ制作）『さんまのまんま』『クイズDEデート』（以上関西テレビ制作）など、フジテレビ系列の遅れネット番組、テレビ東京系列(当時、BSデジタル放送は未開局)などの番販番組、自社制作番組を編成していた。また、2 - 3局地域の場合は単独加盟局・クロスネット局を問わずテレビ朝日など他系列番組の同時または時差スポンサードネット枠としていた局もある。また、山口県では本放送当時系列局だったテレビ山口がTBS系優先のクロスネット局だったため、系列外の山口放送で放送され、徳島県(四国放送)と宮崎県(テレビ宮崎)では放送枠を確保できず、放送されなかった。
制作局のフジテレビでは再放送が行われていない。一方、中京や近畿では他系列の放送局でも行われるほど、何度も再放送されている。そのため、ケンシロウ役の神谷明は、近畿でのイベントや講演で本作に関する話をする場合は、必ずと言ってよいほど「関西では何度も再放送されているんですよね」と発言している。関西テレビでは視聴率が20%を超えた時も多かった。
本放送当時、遅れネット局での放送は再放送と同様、フィルムネットだった。そのため、局側の送出システムの関係で画質や音質が落ちた状態での放送となることも多く、特に音質についてはシネテープを用いた磁気録音の音声でなく、フィルム焼き込みの光学録音のため、同時ネット局との差が激しかった。なお、現在販売されているDVDソフトでは遅れネット局のものと同じフィルムの音声が用いられている。これは同時期の他の東映制作アニメのDVDソフトでも同様であり、シネテープは破棄されたといわれている。
CS放送での再放送は、東映チャンネルおよび2009年からはアニマックスでも放送されている。
地上波および関東地区では、2012年4月2日からTOKYO MX（独立局）にて再放送された。2021年4月25日から2023年2月26日まで、テレビ神奈川にて再放送された。

## 劇場アニメ
1986年3月8日公開。放映中のテレビシリーズと同一タイトルで公開された劇場版であり、原作におけるケンシロウとラオウの最初の対決までを劇場用に再構成された。原作やテレビアニメ版では無かったストーリーであり、ラオウ対牙大王、レイ対ウイグル獄長などの対決が描かれている。